# Зіткнення над Атлантикою (1997)
Зіткнення над Атлантикою (1997) — авіаційна катастрофа, що сталась у суботу 13 вересня 1997 року в небі над Атлантикою у 120 кілометрах на захід від берегів Намібії. На ешелоні 350 (10 668 м, 35 000 фт) в точці 18°48′ пд. ш. 11°18′ сх. д. / 18.8° пд. ш. 11.3° сх. д. зіткнулися пасажирський Ту-154М німецької авіакомпанії Luftwaffe (ВПС Німеччини) (рейс GAF 074 Кельн — Ніамей — Віндгук — Кейптаун) та військово-транспортний Lockheed C-141B ВПС США (рейс REACH 4201 Віндгук — Джорджтаун — Нью-Ганновер). У результаті зіткнення обидва літаки рухнули в океан, екіпаж «Локхіда» встиг передати сигнал Mayday. Усі 33 особи, що перебували на обох бортах — 24 особи на «Туполєві» (14 пасажирів та 10 членів екіпажу) і 9 членів екіпажу «Локхіда» — загинули.

## Причини
Основною причиною катастрофи стала помилка німецького екіпажу, який продовжував зберігати ешелон польоту 350 замість підйому до призначеного ешелону 390. Істотним фактором стали порушення в організації керування повітряним рухом у цьому регіоні, зокрема зазначені в планах польотів ешелони 350 і 390 не відповідали правилам міжнародної організації цивільної авіації. Також катастрофі сприяла і погана взаємодія між диспетчерськими центрами у Лубанго та Віндгуку. Те, що на обох літаках не було обладнання TCAS, на думку комісії, не було причиною катастрофи або супутнім фактором, але її наявність могла б запобігти зіткненню.